# Otto-König-von-Griechenland-Museum

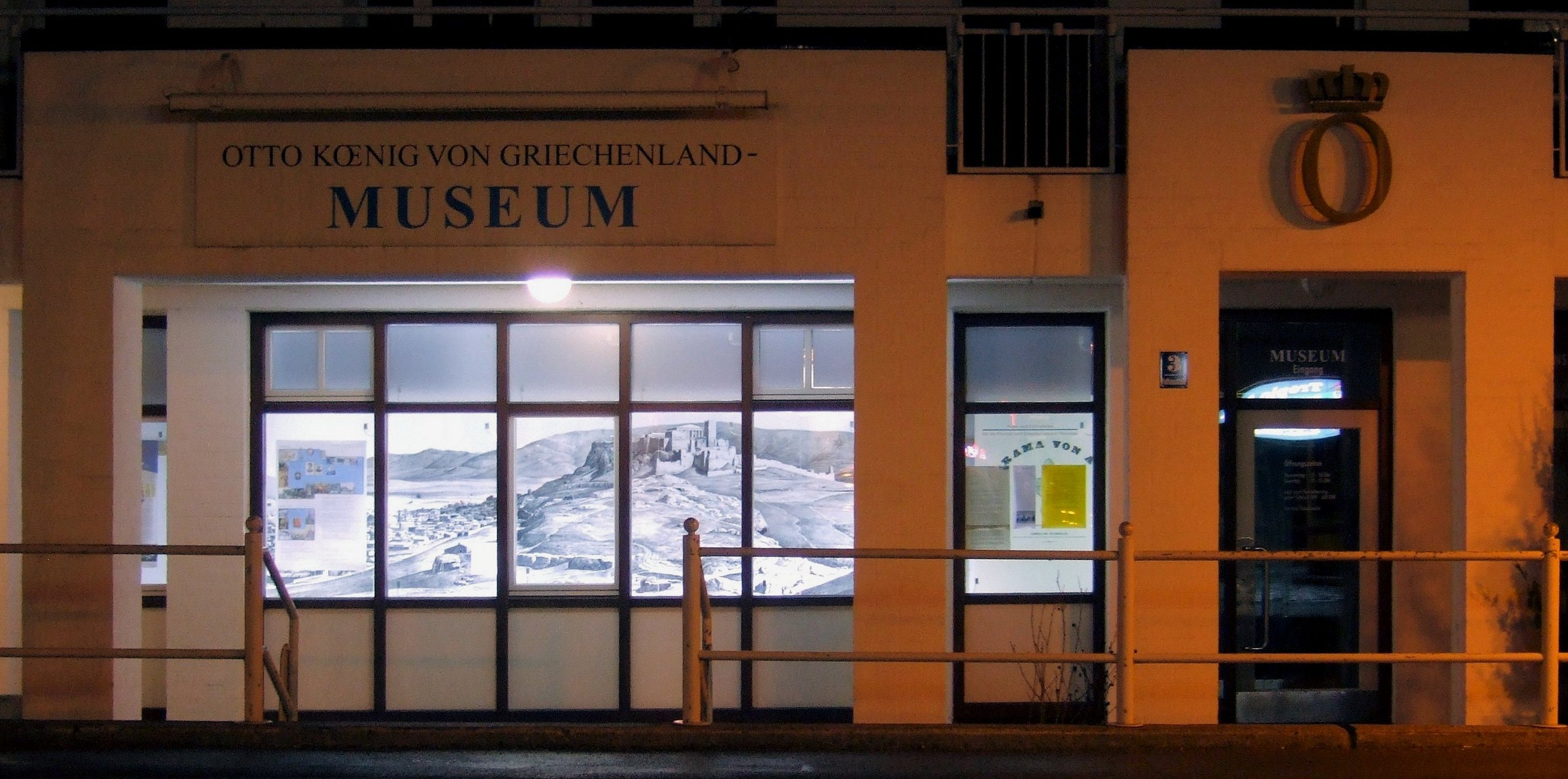

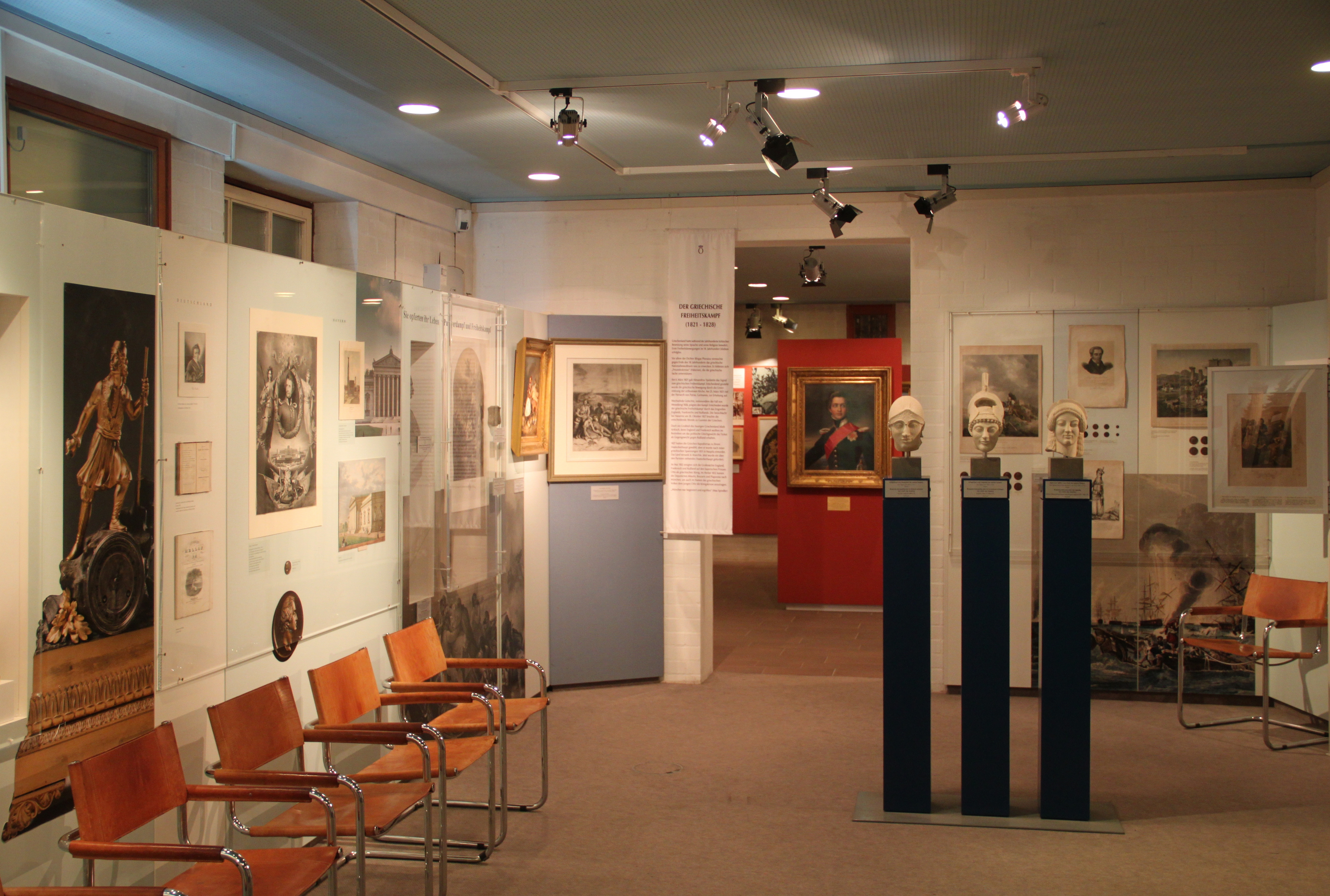

Das Otto-König-von-Griechenland-Museum in Ottobrunn ist ein nicht staatliches Museum in Bayern. Es widmet sich dem Namensgeber von Ottobrunn, dem Wittelsbacher König Otto von Griechenland, seinem Wirken in Griechenland und der Zeitgeschichte. Der Wittelsbacher König Otto von Griechenland ist nicht zu verwechseln mit seinem Neffen, dem Wittelsbacher König Otto von Bayern, dem regierungsunfähigen Bruder von Ludwig II.

## Geschichtlicher Hintergrund
Auf der Straße von München nach Rosenheim, im Gebiet des heutigen Ottobrunn, reiste am 6. Dezember 1832 der spätere Namenspatron Ottobrunns, Prinz Otto von Wittelsbach, in sein künftiges Königreich Griechenland. Am Kilometerstein 12 nahm der 17-Jährige von seinem Vater Ludwig I. Abschied und begab sich mit seinem Gefolge auf die Reise nach Nauplia, der damaligen Hauptstadt Griechenlands. Am 13. Februar 1834 wurde am Schauplatz des Geschehens eine dorische Steinsäule enthüllt, auf deren Kapitell eine Büste Ottos thront. Die Ottosäule ist heute das Wahrzeichen Ottobrunns und steht im Mittelpunkt des Gemeindewappens.
Nach der Ausgründung aus der Gemeinde Unterhaching wurde im Jahr 1955 Ottobrunn selbständige Gemeinde. 1989 wurde das Museum im Rathausgebäude von Ottobrunn eingerichtet.

## Exponate

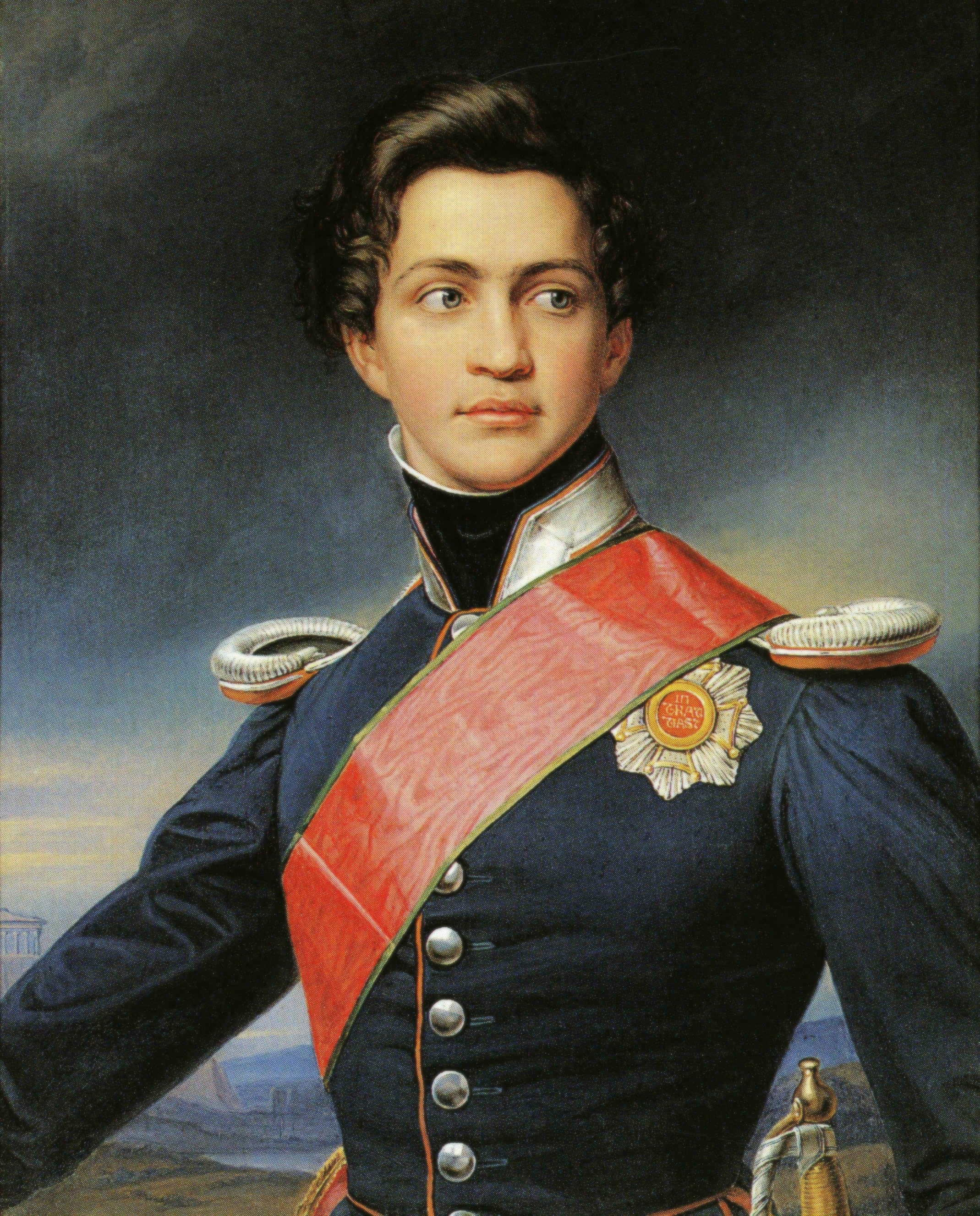
Prinz Otto von Bayern Koenig von Griechenland 1833

Es ist eine Vielzahl von Exponaten zu sehen. An erster Stelle stehen die Exponate rund um den Wittelsbacher Otto I. von Griechenland und seine 30-jährige Regierungszeit, teilweise aus seinem persönlichen Besitz. Darüber hinaus sind Schriften und Illustrationen über den Philhellenismus und den griechischen Freiheitskampf zu sehen. Aber auch Ölbilder und Aquarelle von Heß, Heideck und Perlberg ziehen Besucher an. Ergänzt wird die umfangreiche Sammlung mit Kunstwerken von Klenze, Schinkel und Rottmann.
Das Museum gibt eine eigene Schriftenreihe heraus (siehe Literatur).